# 무릉중학교
무릉중학교(武陵中學校)는 대한민국 제주특별자치도 서귀포시 대정읍 무릉리에 있는 공립 중학교이다.

## 학교 연혁
- 1954년 5월 22일 : 무릉중학교 3학급 설립 인가
- 1954년 6월 16일 : 초대 교장 김용하 선생 취임
- 1954년 7월 15일 : 개교
- 1999년 3월 1일 : 무릉초·중학교 통합 개교
- 2010년 3월 1일 : 학부모 학교참여 연구시범학교(중)
- 2012년 3월 1일 : 2009 개정교육과정 정책 연구학교(중)
- 2023년 3월 1일 : 제주형자율학교 다혼디배움학교 재지정 운영(2023년~2026년)
- 2024년 9월 1일 : 제12대 무릉초·중학교 양순택 교장 부임
- 2025년 1월 9일 : 제71회 졸업식(졸업생 11명, 총 4,501명)

## 참고 자료
- 무릉중학교 - 한국교육학술정보원 학교알리미